# 14th Street Tunnel
De 14th Street Tunnel is een metrotunnel van de metro van New York. De tunnel ligt onder de East River tussen East 14th Street in East Village in Manhattan en Williamsburg in Brooklyn.
De tunnel ligt op het traject van de Canarsie Line. De tunnel begint na het metrostation First Avenue in East Village en loopt van west naar oost onder East 14th Street en vervolgens onder de East River naar North 7th Street in de wijk Williamsburg in Brooklyn met het station Bedford Avenue. Metrolijn L maakt gebruik van de tunnel die werd ingehuldigd op 30 juni 1924, initieel als onderdeel van de 14th Street–Eastern District Line, pas vanaf 1931 als onderdeel van de Canarsie Line.
De tunnel raakte beschadigd na de overstroming als gevolg van Hurricane Sandy in 2012. Om deze schade aan te pakken plande de MTA een hersteloperatie van de tunnel waarbij deze van 1919 tot 1920 18 maanden volledig gesloten zou worden.  Of alternatief gedurende 36 maanden de ene richting na de andere richting zou aangepakt worden met slechts een tunnel tussentijds in gebruik. Gegeven de circa 225.000 dagelijkse gebruikers van de tunnel op normale werkdagen hebben alle mogelijke werken een impact op een grote groep metrogebruikers. Het hele project werd bekend als de "14th Street Tunnel shutdown", ook als de "L train shutdown" en zelfs ook als de "Canarsie Tunnel reconstruction". 
Gouverneur Andrew Cuomo riep voor een second opinion advies in van de ingenieursfaculteiten van Columbia University en Cornell University. Na hun studie werd een alternatieve aanpak voorgesteld met minder ingrijpende herstelprocedures waarbij de mogelijke volledige sluiting van de metrotunnel gedurende 18 maanden vervangen kon worden door reductie van doortochten en tijdelijke sluitingen tijdens daluren in een periode tussen april 2019 en midden 2020. Door dit verminderd aanbod doorheen de tunnel ontstond voldoende tijd voor de herstelwerkzaamheden.